# Kościół Matki Boskiej Częstochowskiej i św. Wojciecha w Grodźcu
Kościół Matki Boskiej Częstochowskiej i św. Wojciecha – rzymskokatolicki kościół parafialny położony przy ulicy Częstochowskiej 138 w Grodźcu. Kościół należy do parafii Matki Boskiej Częstochowskiej i św. Wojciecha w Grodźcu w dekanacie Ozimek, diecezji opolskiej. Dnia 27 kwietnia 2009, pod numerem A-88/2009 świątynia została wpisana do rejestru zabytków województwa opolskiego.

## Historia kościoła
Kościół został wybudowany w 1891 roku. Znajduje się tutaj obraz z Biłki Szlacheckiej, czczony jako obraz Matki Boskiej Sybiraków, który 1 maja 1994 roku, został koronowany przez Prymasa kardynała Józefa Glempa. Organy wybudowała firma Schlag & Söhne w 1890 roku jako opus 342. Ich ostatni remont został prawdopodobnie wykonany przez firmę Kamerton. 